# Platynus specus
Platynus specus är en skalbaggsart som beskrevs av Barr. Platynus specus ingår i släktet Platynus och familjen jordlöpare. Inga underarter finns listade i Catalogue of Life.